# Michael Nilsson

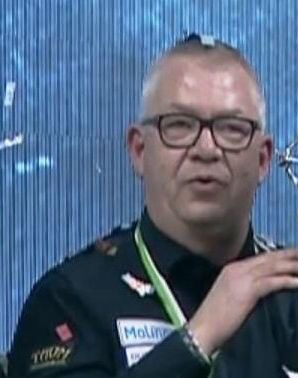
Michael Nilsson

Michael Nilsson (2 maart 1971) is een Zweeds carambolebiljarter die vanaf de tweede helft van de jaren 90 na Torbjörn Blomdahl in het driebanden de beste biljarter van zijn land is.
Nilsson is voornamelijk bekend van de overwinningen die hij met Blomdahl behaalde in het wereldkampioenschap driebanden voor landenteams. Zij wonnen dat toernooi in 2000, 2001, 2005, 2006, 2007 en 2008. In 1999 eindigden zij op de tweede plaats door de finale te verliezen van het Nederlandse duo Dick Jaspers en Raimond Burgman.